# Juan Aberle

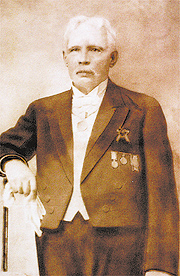
Juan Aberle

Juan Aberle (geboren als Giovanni Enrico Aberle Sforza; * 10. Dezember 1846 in Vicaria, Neapel, Königreich beider Sizilien; † 28. Februar 1930 in Santa Ana, El Salvador) war ein italienischer Dirigent, Komponist, Pianist, Organist, Musikpädagoge und Musikjournalist. Er lebte viele Jahre in Guatemala und El Salvador und ist berühmt als Komponist der Nationalhymne El Salvadors Saludemos la Patria orgullosos. Er war ein Pionier der Institutionalisierung der Musikausbildung und gründete Musikschulen in San Salvador und Guatemala-Stadt. Aus letzterer ging das Musikkonservatorium Guatemalas hervor. Er war der erste Herausgeber eines Musikmagazins in Mittelamerika.

## Leben

### Kindheit und Ausbildung in Neapel 1846–1867

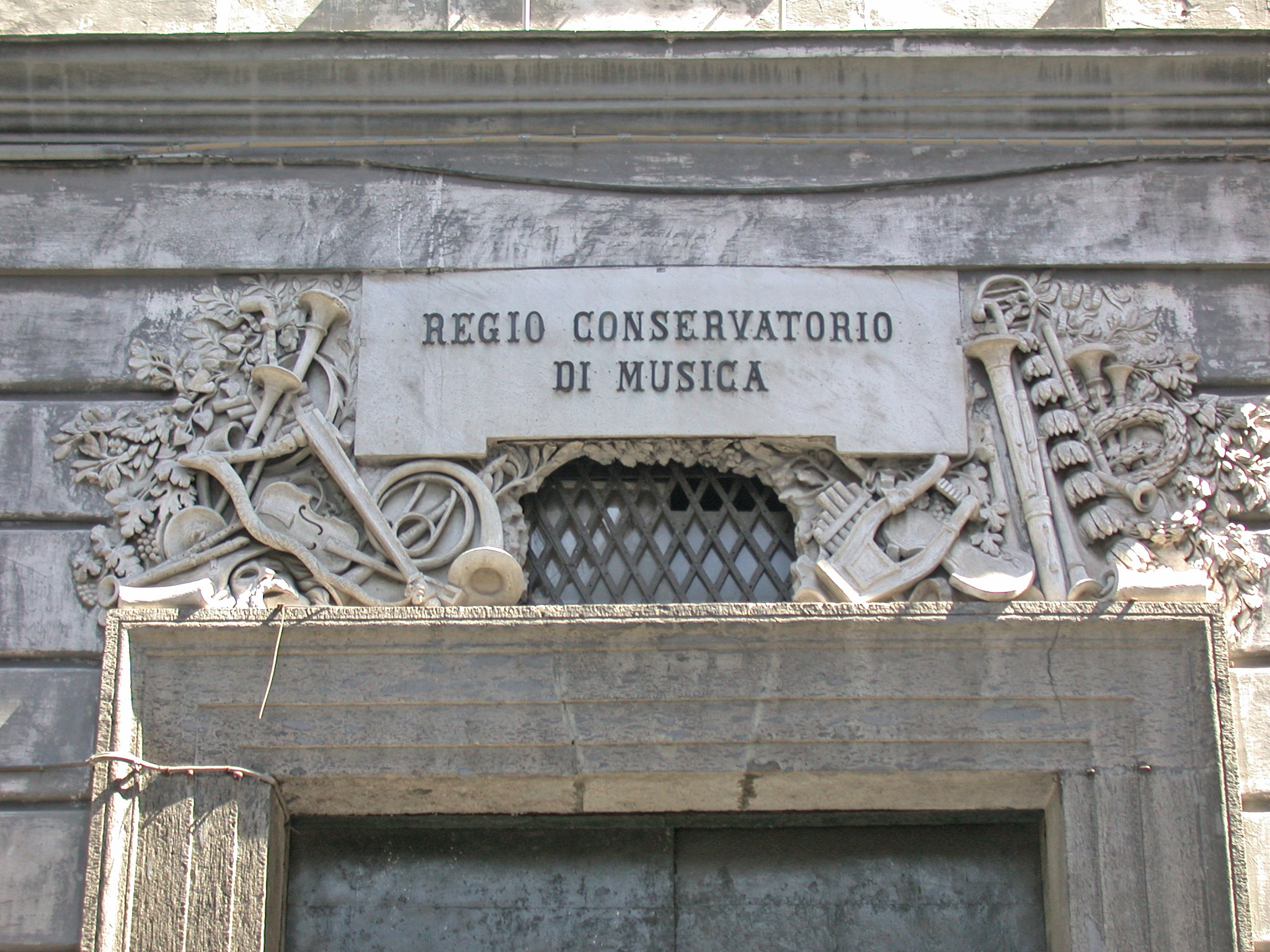
Conservatorio San Pietro a Maiella

Giovanni Aberles Vater Heinrich Aberle war Deutscher, seine Mutter war Angela Sforza aus Mailand. Am 15. August 1863 wurde er gegen den Willen seiner Eltern am Reale Conservatorio di Musica di San Pietro a Majella in Neapel aufgenommen. Hier erhielt er Violin- und Klavierunterricht. Der Pianist Bejamíno Cesi (1845–1907), ein Schüler Sigismund Thalbergs, unterrichtete ihn im Klavierspiel. Weitere Lehrer waren Fernando Ponti und Claudio Conti (1836–1878), der ihn in Harmonielehre unterrichtete. Saverio Mercadante und Paolo Serrao waren seine Lehrer in Kontrapunkt und Komposition. 1864 schrieb er den Text und die Musik zu dem Werk Jerusalem, das vom Studentenorchester des Konservatoriums aufgeführt wurde und positive Kritiken erhielt. Ein Jahr später wurde er zum zweiten Leiter des Orchesters ernannt. Am 21. August 1866 wurde er mit Auszeichnung graduiert. Er wurde daraufhin Korepititor und Dirigent am Konservatorium. Die Stadtregierung in Neapel stellte ihn als Musikdirektor des zweiten Regimentes der Marineinfanterie ein. Diese Stellung entsprach nicht seinen künstlerischen Ansprüchen und er entschied sich, nach Amerika auszuwandern.

### Aufenthalt in Paris 1867
Zunächst machte er Station in Paris. Sein ehemaliger Kompositionslehrer Mercadante hatte ein an Gioacchino Rossini adrssiertes Empfehlungsschreiben vorausgeschickt, in dem er seinen geliebten Schüler Aberle und seine musikalischen Qualitäten angekündigt hatte. Rossini gewährte daraufhin Aberle Unterkunft in Paris.

### Aufenthalt in New York 1867–1870
Danach ging Aberle zunächst nach New York und arbeitete dort als Operndirigent. Als Klavierbegleiter fungierte er bei mehreren Konzertveranstaltungen, so einem Opernkonzert am 3. Juni 1868 unter Paolo Giorza (1832–1914), einer Wohltätigkeitsveranstaltung für die Kinder der im italienischen Unabhängigkeitskrieg gefallenen Soldaten am 7. Juni 1868 in der Steinway Hall und einer Veranstaltung am 20. Juli 1869 für die kubanischen Patrioten, die im ersten Unabhängigkeitskrieg, dem Zehnjährigen Krieg, gegen Spanien kämpften. An der Epiphany Church war er Organist und Chorleiter und komponierte diverse Kirchenmusik. Er wurde zum Ehrenvizedirigenten der Philharmonischen Gesellschaft ernannt. 1868 wurde am Grand Opera House seine Oper Love and War [Liebe und Krieg] aufgeführt. Am 12. Oktober 1869 fand in der Steinway Hall unter seiner Leitung ein Konzert für Ines Henriquez de Leon statt. Am 3. April 1870 wurde die neue Church of Epiphany geweiht. Zu diesem Gottesdienst wurde Louis Dachauers (1837–1878) Missa Nr. 2 aufgeführt. Aberle spielte unter dem Dirigat des Komponisten die Orgel. 1870 verließ Aberle New York und ging mit Egisto Petrelli und seiner Opernkompanie auf Tournee nach Lateinamerika.

### Erster Aufenthalt in Guatemala 1870–1876
Am 5. Juni 1871 erreichte er mit Petrelli Guatemala-Stadt, die Hauptstadt des ehemaligen Generalkapitanats Guatemala. Hier löste sich die Opernkompanie aufgrund finanzieller Probleme auf. Die meisten Sänger der Kompanie ließen sich in San Salvador nieder und wirkten am dortigen Nationaltheater. Aberle entschied sich für Guatemala-Stadt. Er arbeitete an einem der dortigen Theater, an welchem auch seine Oper Conrado di Monferrato aufgeführt wurde. In dieser Zeit beschäftigte er sich mit der Komposition und Aufführung von Operetten wie Vitor Pissani und Los falsos monederos. Am 29. März 1873 gründete Aberle mit begrenzten finanziellen Mitteln und wenigen Lehrern eine private Musikschule im kurz zuvor aufgelösten Kloster San Domingo in Guatemala-Stadt. Er leitete die Schule selbst, die zweiundfünfzig Internatsschüler und zwanzig externe Schüler bei ihrer Gründung besuchten. Zu den ersten Schülern zählten Víctor Manuel Figueroa, Juan Cividanes, Alfonso Méndez und Salvador Iriarte. Die Einrichtung entwickelte sich im Laufe der Zeit zum Conservatorio Nacional de Música de Guatemala. Aberle finanzierte die Schule zunächst mit seinem eigenen Vermögen. Durch die Beharrlichkeit Aberles, der die Ergebnisse des ersten Jahres vorstellen konnte, wurde am 27. Mai 1874 eine Vereinbarung zur Schaffung einer Musikhochschule und einer Philharmonischen Gesellschaft getroffen, in der die Regierung Aberle eine monatliche Zahlung von 165 Pesos für den Gehalt der Dozenten und Mitarbeiter zusicherte. Aberle wurde zum Vorsitzenden der Philharmonischen Gesellschaft ernannt. In der Schule wurden die Fächer Musiktheorie, Harmonielehre, Kontrapunkt, Klavier, Gesang, Orgel, Violine, Violoncello, Kontrabass, Flöte, Oboe, Klarinette, Horn, Posaune, Chor und Orchester, sowie spanische Grammatik, Arithmetik, Geographie, Literatur und litografía musical angeboten. Unterstützt wurde Aberle in Verwaltung und Unterricht vom ebenfalls emigrierten Italiener Leopoldo Cantilena. 1876 beendete der Staat die Unterstützung, requirierte das Gebäude für das guatemaltekische Heer und schloss die Schule.
Aberle leitete das Orchester der La Sociedad Filarmónica [Philharmonische Gesellschaft] und übernahm auch organisatorische und administrative Aufgaben der Gesellschaft. 1876 übernahm er die Orchesterleitung einer italienischen Opernkompanie, die von dem Impressario und Tenor Hercules Pizzioli geleitet wurde und sich auf einer Tournee durch Mittel- und Südamerika befand.

### Erster Aufenthalt in El Salvador

#### 1876–1879
Am 5. Juni 1876 erreichten sie die Hafenstadt Nueva San Salvador, heute La Libertad, in El Salvador. Mit lokaler musikalischer Unterstützung, unter anderem von Heinrich Richard Drews Krepps (1844–1916), dem Dirigenten der Sinfonica Nacional de El Salvador, an der Violine, wurde am 28. Juli 1876 Lucia di Lammermoor von Gaetano Donizetti aufgeführt. Es folgten Aufführungen weiterer Opern Giuseppe Verdi und Donizettis in den nächsten Wochen. Höhepunkt war ein Benefizkonzert am 12. September 1876 zur Rekonstruktion des Hauptfriedhofs San Salvadors, der beim Erdbeben vom 19. März 1873 zerstört worden war. Aufgrund dieses Engagements für das Allgemeinwohl lernte er den Präsidenten Rafael Zaldívar kennen. Aus dieser Bekanntschaft entwickelte sich eine Freundschaft. Zaldívar überzeugte Aberle auch, die Tournee abzubrechen und sich in El Salvador niederzulassen. Am 15. Dezember 1876 konkretisierte sich das Angebot des Präsidenten. Aberle schloss einen Vertrag mit dem Kriegsministerium über die Leitung der Militärkapelle des Departamento La Libertad, die auch Banda Marcial No. 2 genannt wurde und ihren Sitz in Nueva San Salvador hatte. Später wurde er auch Leiter der Militärkapelle des Departamento Santa Ana. Für diese Ensembles schrieb er mehr als zweihundert kurze Kompositionen. Jedoch benötigte er um diese Ämter ausüben zu können, einen militärischen Grad, so wurde Aberle zum Teniente coronel (Oberstleutnant) der salvadorianischen Armee ernannt. Am 31. Dezember 1877 fand ein Benefizkonzert mit Chor- und Instrumentalmusik für das Krankenhaus der Hauptstadt und die Waisenhäuser in San Salvador und Santa Tecla statt, bei dem er als Dirigent, Korrepetitor und Klavierbegleiter mitwirkte.

#### Die Nationalhymne El Salvadors
Zu Beginn des Jahres 1879 beauftragte Präsident Zaldívar Aberle mit der Komposition einer Nationalhymne auf den Text des Gedichts Saludemos la Patria orgullosos, das Juan José Cañas geschrieben hatte. Sie sollte die damals in Gebrauch befindliche Hymne ersetzen. Diese Hymne war am 8. Oktober 1866 die erste Nationalhymne El Salvadors geworden. Der Text stammte von dem kubanischen Arzt Tomás M. Muñoz, dem Redakteur von „El Constitucional“, dem damaligen Organ der Regierung El Salvadors, die Musik von Rafael Orozco. Sie war auf Initiative des damaligen Präsidenten Francisco Dueñas Díaz aus Anlass des fünfundvierzigsten Jahrestags der Unabhängigkeit El Salvadors in Auftrag gegeben worden, da das Land noch über keine Nationalhymne verfügte. Aberle erledigte seinen Auftrag zügig, obwohl er kein Honorar für die Komposition erhielt, und es blieb noch genügend Zeit für die Schüler und Hochschüler der Hauptstadt die Hymne für die Uraufführung einzustudieren. Im zweiten Teil verwendete Aberle das Thema des Krönungsmarsches aus dem vierten Akt der Oper Le Prophète von Giacomo Meyerbeer. Eine solche Praxis war damals nicht unüblich. Am 15. September 1879 fand dann zum achtundfünfzigsten Jahrestag der Unabhängigkeit ein Festakt statt, bei dem die Hymne uraufgeführt wurde. Ort des Spektakels war der Vorplatz des Palacio Nacional in San Salvador. Begleitet wurden der Chor der Schüler von einer Militärkapelle. Anwesend waren Präsident Zaldívar, die Minister, kirchliche Würdenträger und die höheren Verwaltungsbeamten. Die Originalpartitur ging wohl bei einem Brand des Archivo General de la Nación [Generalarchiv der Nation] am 19. November 1889 verloren. Für den Festakt zum Jubiläum 1879 komponierte Aberle noch andere Stücke, einen Marsch Independencia [Unabhängigkeit] für zwei Militärmusiken und eine Hymne auf den im selben Jahr gefallenen chilenischen Seehelden Arturo Prat Chacón. Am 9. April 1902 erließ die Nationalversammlung ein Dekret, indem Canas und Aberle eine Medaille aus Gold überreicht werden sollte, da sie Text und Musik der Hymne unentgeltlich geschaffen und zur Verfügung gestellt hatten. Die feierliche Verleihungszeremonie der Medaillen fand am 15. September 1902 statt. Sie wurden vom Präsidenten Republik Guatemala, General Tomás Regalado überreicht. Am 13. November 1953 wurde Saludemos la Patria orgullosos offiziell zur Nationalhymne El Salvadors erklärt.

#### 1879 bis 1890
Am 25. August 1879 fand in der Catedral Metropolitana, an der Stelle der heutigen Iglesia del Rosario, und im Präsidentenpalast das öffentliche Verlöbnis der Präsidententochter Sara Zaldívar mit Francisco Aguilar statt. Die Militärkapellen San Salvadors, Santa Teclas und die Banda de los Altos Poderes unter Aberle, Drews Krepps und Rafael Olmedo (* 1837; † 1899) umrahmten die Feierlichkeiten mit Musik.
Aufgrund seines Engagements und seiner Leistungen wurde Aberle 1880 bei Verdopplung seines Gehalts zum Coronel (Oberst) befördert. 1882 komponierte Aberle aus Anlass der Enthüllung eines Denkmals José Francisco Morazán Quezadas den Marcha a Morazan. Dieser wurde zum Nationalmarsch erklärt und für würdig befunden bei offiziellen Zeremonien aufgeführt zu werden. Zum Tode der Präsidententochter Dolores Aguilar Zaldivar am 5. Mai 1882 schrieb Aberle eine Totenmesse die in der Catedral Metropolitana in San Salvador aufgeführt wurde. Aberle wurde zum Ehrenmitglied der Sociedad Literaria „La Juventud“ [Literarische Gesellschaft „Die Jugend“] ernannt. In der Juniausgabe 1882 der von der Gesellschaft herausgegebenen Zeitschrift veröffentlichte Aberle den Artikel La música árabe-persa [Die arabisch-perische Musik], den er seinem Freund, dem ecuadorianischen Schriftsteller Federico Proaño (* 1848; † 1894) widmete. Bei den Treffen der Gesellschaft mit Männerchorgesang und Dichterlesungen lernte er moderne Schriftsteller wie Rubén Dario, Francisco Gavidia, Vicente Acosta, Romån Mayorga Rivas, Carlos Arturo Imendia und andere kennen. Am 15. September 1882 fand im Teatro Nacional in San Salvador ein Kulturabend statt, bei dem die beiden jungen nicaraguanischen Schriftsteller Rubén Darío und Romån Mayorga Rivas ein Liebesgedicht dialogisch vortrugen. Die Hintergrundmusik lieferten Aberle und Rafael Olmedo. Am selben Abend las Darío auch ein Sonett, das er Aberle gewidmet hatte. Am 15. Mai 1883 veröffentlichte Aberle die erste Ausgabe von La Ilustraciön Musical Centro-Americana, eine zweiwöchig erscheinende Musikzeitung. Inhalt waren nicht nur Bilder und biografische Notizen regionaler und internationaler Komponisten, sondern auch Partituren und Transkriptionen ihrer Werker. Aberle veröffentlichte in der zweiten Ausgabe eine von ihm komponierte Mazurka. Im selben Jahr waren einige seiner Kompositionen so populär, wie die Mazurka Julia und die beiden Walzer Los heliotropos und Danzando siempre, dass sie in öffentlichen Konzerten von Marimbas, Militärkapellen und Studentenorchestern in den Parks und öffentlichen Plätzen oft aufgeführt wurden.
Aberle heiratete Gertrudis Pérez Cáceres genannt Tula. Gemeinsam hatten sie fünf Kinder: Umberto Alejandro Aberle, Juan Enrique (* 1893), Virginia, Miguel Ángel und Ricardo Wagner.

### Zweiter Aufenthalt in Guatemala 1890–1895
Nach dem Putsch Carlos Ezetas ging er zunächst wieder zurück nach Guatemala und wurde Leiter der Banda Marcial. Am 12. April 1892 übernahm Aberle erneut bis 1895 die Leitung des Konservatoriums in Guatemala-Stadt. In dieser Zeit beschaffte er Musikinstrumente aus Paris und gründete eine Bibliothek, die viele deutsche musikalische Werke beinhaltete. Am 15. Mai 1893 nach anderen Quellen 1883 publizierte er das erste Mal La Ilustración Musical Centroamericana, eine vierzehntägliche erscheinende Musikzeitung mit biographischen Artikeln un Partituren verschiedener musikalischer Werke. Seine Studenten wie Julián González, Víctor Manuel Figueroa und Herculano Alvarado schickte er zu Studienreisen nach Europa. Dafür erwirkte er staatliche Zuwendungen.

### Zweiter Aufenthalt und Lebensabend in El Salvador 1895–1930
1913 wurde zu den Feierlichkeiten zum hundertjährigen Jubiläum nach Guatemala eingeladen. Aus diesem Anlass schrieb er eine Messa di Gloria, die am 21. Juli 1913 in Guatemala-Stadt uraufgeführt wurde. Im Rahmen der Feierlichkeiten wurde im Hotel España in Guatemala-Stadt auch sein Gran Trio für Violine, Cello und Klavier aufgeführt. Zurück in San Salvador wurde er 1916 von der Regierung zum Leiter des Militärorchesters Banda de los Altos Poderes ernannt. Das Amt übte er bis 1922 aus. Sein Nachfolger war der deutsche Dirigent Paul Müller, der den Klangkörper 1923 zum Orquesta Sinfónica de El Salvador [Sinfonieorchester El Salvador] umbildete. Aberle zog sich vom öffentlichen Leben zurück. Noch im hohen Alter von über achtzig Jahren stand er frühmorgens um vier auf, um bei Kerzenlicht zu komponieren. Sein Sohn Subteniente Ricardo Aberle starb bei einem Unfall 1926. 1927 starb seine Frau Tula. Sein Sohn Juan Enrique war Coronel und Generalinspektor der Armee. Er wurde nach einem gescheiterten Putschversuch 1928 gegen den Präsidenten Pio Romero Bosque hingerichtet. Juan Aberle selbst starb am Morgen des 28. Februar 1930 in seinem Haus in Santa Ana.
Mario de Baratta (1890–1970) und Alejandro Vega Matus (1875–1937) waren weitere Schüler Aberles.

## Werke (Auswahl)
La Sinfonica Nacional in El Salvador besitzt 8 Bände mit den Manuskripten von Kompositionen Juan Aberles. Mehr als 30 Kompositionen wurden dem Orquesta Sinfónica Nacional (OSN) gestiftet. Es sind Ouvertüren, Opern, Trios für Violine, Cello und Klavier, Kammermusik, Trauermärsche und zwei Messen für die Toten.

### In Neapel bis 1867 entstandene Werke
Während seines Studiums in Neapel schrieb Aberle diverse Kompositionen, die von Schülern des Konservatoriums aufgeführt wurden.
- Jerusalem, 1864
- Zwei Messen
- Te deum
- Dixit

### Zwischen 1867 und 1870 in New York entstandene Werke

#### Bühnenwerke
- Love and war [Liebe und Krieg], in vier Akten; Text: Katherine Adams. Aufgeführt 1868 am Grand Opera House New York[6][27]
- Flick-Flock

#### Orchesterwerke
- Drei Ouvertüren
- Acht Polkas
- Vier Mazurken
- Vierzehn Sammlungen mit Walzern

#### Kirchenmusik
Als Organist und Chorleiter an der Church of Epiphany komponierte er Messen, Motetten, Psalmen und andere kleine sakrale Stücke.

#### Klaviermusik
- Let us dance, Polka op. 10. Publiziert bei Harding in New York, 1871[28]
- Zweiundzwanig Klavierfantasien. In New York veröffentlicht.

### Zwischen 1870 und 1876 in Guatemala entstandene Werke

#### Bühnenwerke
- Conrado di Monferrato, Oper in vier Akten, veröffentlicht 1872 in Guatemala-Stadt
- Galanteos en Venecia,Zarzuela in drei Akten, 1874
- Giselda, Acción mimica in drei Akten

#### Orchesterwerke
- eine Sinfonie
- diverse Fantasien
- diverse Walzer

### Ab 1876 in El Salvador entstandene Werke

#### Musik für Banda
Aberle schrieb für die von ihm geleiteten Militärkapellen komponierte er mehr als zweihundert Stücke.

##### Große Fantasien über berühmte Opern
- Aida, Fantasía
- Hija de Regimento [Die Regimentstochter], Fantasía
- Recuerdo de Norma

##### Märsche und Hymnen
- Independencia, Marsch für zwei Militärmusiken, 1879
- Hymne für Arturo Prat Chacón, Text: Juan José Cañas, 1879. Al héroe del Pacífico Arturo Prat, Fassung für Gesang und Klavier. Die Nationalbibliothek Chile besitzt ein Exemplar.[29]
- Saludemos la Patria orgullosos, Text: Juan José Cañas, 1879
- Marcha de morazán. Er wurde zur Enthüllung eines Denkmals für José Francisco Morazán Quezada komponiert und am 1. Mai 1882 zum Nationalmarsch El Salvadors erklärt

##### Andere Tänze
- Artillería, Paso Doble
- Danzando siempre, Vals, 1883
- Los heliotropos, Vals, 1885
- Mazurca, 1882
- Mis ensueños,vals
- Soledad y Colomba
- Vértigos, vals

### Weitere Werke

#### Bühnenwerke

##### Opern
- Eloisa
- Ivanhoe, nach dem gleichnamigen Roman von Sir Walter Scott
- Le due Vendette

##### Zarzuelas
- El gran maestro, Zarzuela. Text: Calixto Velado, Santa Ana, 1880[2]
- Il solitario [Der Aussenseiter/Einzelgänger] Dramma lirico in vier Akten[30]

#### Kirchenmusik
- 5 große Requiemvertonungen
- 10 große Messen für vier Solostimmen, Chor und grosses Orchester
  - Messa di Gloria, uraufgeführt zum hundertjährigen Jubiläum der guatemaltekischen Musikgesellschaft, 1913
- Mehrere kleine Messen für zwei Stimmen und Orchester
  - Messe in F-Dur für Tenor, Bass und Orchester
- Messe solenne für 2 Tenöre und Bass[5]

- Requiem, komponiert aus Anlass des Todes von Dolores Aguilar Zaldivar, der neunzehnjährigen Tochter des Präsidenten Zaldivar, am 5. Mai 1882 aufgeführt in der Catedral Metropolitana, San Salvador, 12. Mai 1882[2]
- Salve regina für Sopran, Alt, Tenor, Bass und Orchester, 17. Mai 1877
- Salve Regina
- Tantum ergo
- Himno a scolar La fiesta de los árboles
- Himno a Colon für Chor und Orchester

### Kammermusik
- Zwei Streichquartette
- Streichquintett
- Klaviertrios

### Klavierwerke
- 21 de Abril, Mazurka
- Julia. Mazurka Nr. 1
- Mazurka Nr. 2 op. 60
- Delices du Ciel. Morceau de Salon [Entzücken des Himmels, Salonstück]
- Les Clochettes :  mazurka de salon. Publiziert in Neapel, 1874[31]
- Le Lucciole [Die Glühwürmchen]. Polka
- Deux Mazurkas de Salon [Zwei Mazurkas für den Salon] 1. La Melancolique 2. Un Soupir [Ein Seufzer]
- Pieds Mignons [Schöne Füße]. Polka
- Polka Mazurka. 1877

### Musiktheoretische Werke
- Tratado de Armonía, Contrapunto y Fuga [Traktat über Harmonie, Kontrapunkt und Fuge].

## Auszeichnungen, Rezeption und Gedenken
Juan Aberle war Träger des Ritterordens der hl. Mauritius und Lazarus. Sein Leichnam wurde noch am 28. Februar 1930, dem Tage seines Todes nach San Salvador gebracht. Auf dem Cementerio General de San Salvador wurde er im Bereich der berühmten Persönlichkeiten bestattet. Der Journalist Miguel Pinto padre schrieb am 1. März 1930 im Diario Latino einen Nachruf. Am 30. März 1930 legte die Sociedad Orquestal Salvadorena [salvadorianische Orchestergesellschaft] ein Blumengebinde am Stadthaus der Familie Aberle nieder.

## Einspielungen
- Nationalhymne El Salvadors. Bearbeitung von Peter Breiner. Auf: National Anthems of world (COMPLETE) (2005 Edition), Band 3: Denmark - Grenada. Marco Polo 8.225321, 2006[33]
- La melancolique. Mazurca. Auf: Música guatemalteca para piano, Universidad de San Carlos de Cuatemala, Dirección de Investigación, Centro de Estudios Folklóricos, 2008[34]